# シバフイルドー
シバフイルドー(Shiba Field)とは日本の競走馬、繁殖牝馬。主な勝ち鞍に1979年から1984年までのクイーンカップ、1983年と1984年の瑞穂賞、1979年と1981年の金杯、1979年の農林水産大臣賞典。
クイーンカップの6連覇は、牝馬として世界最多の同一レース連覇記録となっている。

## 戦績
- 特記事項なき場合、本節の出典はJBISサーチ[5]、地方競馬全国協会[3]

1977年にデビューするが、騎乗歴のある角川秀樹によれば、3歳時はコズミがちで3戦しかレースに出られなかった。4歳を迎えてからはフルシーズンでレースに出られるようになり、13戦して9勝を挙げ、そのうちの1勝は札幌競馬場で行われた第1回中央騎手招待で河内洋が騎乗して勝利したものであった。10月の北海優駿でビューティワンの2着に入った。5歳となった1979年は15戦走って6勝を挙げ、重賞では7月帯広競馬場のクイーンカップ、9月に岩見沢競馬場の農林水産大臣賞典と札幌競馬場の金杯の3勝を挙げた。1980年も15戦走り、旭川競馬場開催のクイーンカップ2勝目を含む3勝を挙げ、5月の瑞穂賞で3着、8月の金杯はコトノアサブキの2着に入った。
7歳となった1981年は12戦5勝、クイーンカップ3勝目と金杯2勝目を記録し、農林水産大臣賞典で2着、瑞穂賞では2年連続の3着を記録した。8歳時の1982年も12戦し、クイーンカップ4勝目を含む6勝を挙げたほか、金杯と日本中央競馬会理事長賞で、ともにコトノアサブキの2着とした。9歳となった1983年、11戦して4勝し、重賞成績はクイーンカップ5勝目のほか瑞穂賞を初めて制した。
10歳を迎えた1984年には瑞穂賞を連覇し、その後の1戦でも2着に入った。そしてクイーンカップに出走し、同一重賞6連覇を達成した。これは、牝馬による同一レース連覇の世界最多記録である。また、道営競馬で初めて通算収得賞金が1億円を超えた競走馬となり、定年のため1984年シーズン限りで引退した。
角川によれば先行押し切りタイプの馬で、最後の直線に上り坂がある旭川競馬場を不得手にしていた部分があり、それを踏まえてクイーンカップ6連覇のうち旭川競馬場開催で2勝を挙げていることは「立派」と振り返っている。

## 引退後
引退後は庄野牧場で繁殖牝馬となって9頭の産駒を送り出し、1998年まで繁殖記録が残っている。

### 産駒一覧
|       | 生年   | 馬名               | 性 | 毛色 | 父                   | 馬主                                           | 管理調教師                                           | 戦績                           | 主な勝利競走 | 供用         | 出典   |
| ----- | ------ | ------------------ | -- | ---- | -------------------- | ---------------------------------------------- | ---------------------------------------------------- | ------------------------------ | ------------ | ------------ | ------ |
| 初仔  | 1986年 | モガミシユガー     | 牡 | 鹿毛 | ノーザリー           | （株）エムジーファーム →加藤功治               | 小林・太田進 →名古屋・河村功                         | 36戦9勝                        |              |              | [ 9 ]  |
| 2番仔 | 1987年 | シヨノビクトリア   | 牝 | 栗毛 | グランデイ           | 庄野昭彦                                       | 栗東・庄野穂積                                       | （不出走）                     |              | （繁殖牝馬） | [ 10 ] |
| 3番仔 | 1989年 | シヨノサンライト   | 牡 | 鹿毛 | トウシヨウルチエー   | 庄野昭彦                                       | 北海道・後條雄作                                     | 19戦2勝                        |              |              | [ 11 ] |
| 4番仔 | 1990年 | ダンスフレンドリー | 牡 | 芦毛 | ベリフア             | 飯塚知一                                       | 高崎・川嶋弘吉                                       | 30戦14勝                       |              |              | [ 12 ] |
| 5番仔 | 1991年 | シヨノサンティアラ | 牝 | 鹿毛 | ゴライタス           | 庄野昭彦                                       | 新潟・河内義昭                                       | （不出走）                     |              | （繁殖牝馬） | [ 13 ] |
| 6番仔 | 1992年 | ベイストリート     | 牝 | 鹿毛 | アロングオール       | 庄野昭彦 →朝見巌                               | 北海道・後條雄作 →宇都宮・菅原末治 →栗東・柴田不二男 | 33戦8勝（うち地方所属21戦6勝） |              | （繁殖牝馬） | [ 14 ] |
| 7番仔 | 1993年 | テルシゲ           | 牡 | 芦毛 | タマモクロス         | 斉藤重一                                       | 浦和・川村嘉章                                       | 89戦11勝                       |              |              | [ 15 ] |
| 8番仔 | 1994年 | トークトゥーミー   | 牝 | 鹿毛 | ミスターシービー     | 庄野昭彦                                       | 北海道・若松平                                       | 12戦0勝                        |              |              | [ 16 ] |
| 9番仔 | 1995年 | マイネルオネスト   | 牡 | 鹿毛 | フェアジャッジメント | （株）サラブレッドクラブ・ラフィアン →廣松義光 | 栗東・太宰義人 →佐賀・山田義人                       | 12戦0勝（地方所属出走歴なし）  |              |              | [ 17 ] |

## 血統表
| シバフイルドーの血統                     | シバフイルドーの血統                                               | シバフイルドーの血統                                               | （血統表の出典）                                                   | （血統表の出典） |
| 父系                                     | リボー系                                                           | リボー系                                                           | リボー系                                                           | [ § 2 ]          |
| 父 *フジオンワード Fuji Onward 1963 鹿毛 | 父の父Ribot 1956 鹿毛                                              | Tenerani                                                           | Bellini                                                            | Bellini          |
| 父 *フジオンワード Fuji Onward 1963 鹿毛 | 父の父Ribot 1956 鹿毛                                              | Tenerani                                                           | Tofanella                                                          |                  |
| 父 *フジオンワード Fuji Onward 1963 鹿毛 | 父の父Ribot 1956 鹿毛                                              | Romanella                                                          | El Greco                                                           | El Greco         |
| 父 *フジオンワード Fuji Onward 1963 鹿毛 | 父の父Ribot 1956 鹿毛                                              | Romanella                                                          | Barbara Burrini                                                    |                  |
| 父 *フジオンワード Fuji Onward 1963 鹿毛 | 父の母Fiji 1949 栗毛                                               | Hill Prince                                                        | Princequillo                                                       | Princequillo     |
| 父 *フジオンワード Fuji Onward 1963 鹿毛 | 父の母Fiji 1949 栗毛                                               | Hill Prince                                                        | Hildene                                                            |                  |
| 父 *フジオンワード Fuji Onward 1963 鹿毛 | 父の母Fiji 1949 栗毛                                               | Fifth Fleet                                                        | Count Fleet                                                        | Count Fleet      |
| 父 *フジオンワード Fuji Onward 1963 鹿毛 | 父の母Fiji 1949 栗毛                                               | Fifth Fleet                                                        | Lost Horizon                                                       |                  |
| 母 シバツル 1952 鹿毛                    | 母の父*キノー Quinault 1958 栗毛                                   | Helioscope                                                         | Heliopolis                                                         | Heliopolis       |
| 母 シバツル 1952 鹿毛                    | 母の父*キノー Quinault 1958 栗毛                                   | Helioscope                                                         | War Flower                                                         |                  |
| 母 シバツル 1952 鹿毛                    | 母の父*キノー Quinault 1958 栗毛                                   | Rivaz                                                              | Nearco                                                             | Nearco           |
| 母 シバツル 1952 鹿毛                    | 母の父*キノー Quinault 1958 栗毛                                   | Rivaz                                                              | Mumtaz Begum                                                       |                  |
| 母 シバツル 1952 鹿毛                    | 母の母シバクロバー 1967 栗毛                                       | *ソロナウェー                                                      | Solferino                                                          | Solferino        |
| 母 シバツル 1952 鹿毛                    | 母の母シバクロバー 1967 栗毛                                       | *ソロナウェー                                                      | Anyway                                                             |                  |
| 母 シバツル 1952 鹿毛                    | 母の母シバクロバー 1967 栗毛                                       | レツドクロバー                                                     | Golestan                                                           | Golestan         |
| 母 シバツル 1952 鹿毛                    | 母の母シバクロバー 1967 栗毛                                       | レツドクロバー                                                     | *レツドグロー                                                      |                  |
| 母系(F-No.)                              | レツドグロー(IRE)系(FN:9)                                          | レツドグロー(IRE)系(FN:9)                                          | レツドグロー(IRE)系(FN:9)                                          | [ § 3 ]          |
| 5代内の近親交配                          | Nasrullah・Rivaz 3 × 5 = 15.63%、Pharos・Fairway 5 × 5 × 5 = 9.38% | Nasrullah・Rivaz 3 × 5 = 15.63%、Pharos・Fairway 5 × 5 × 5 = 9.38% | Nasrullah・Rivaz 3 × 5 = 15.63%、Pharos・Fairway 5 × 5 × 5 = 9.38% | [ § 4 ]          |
| 出典                                     | 1. 2. 3. 4.                                                        | 1. 2. 3. 4.                                                        | 1. 2. 3. 4.                                                        | 1. 2. 3. 4.      |

- 主な半弟に、シンザンの産駒として最後に生まれ、かつ中央競馬で最後に勝利を挙げたスーパーシンザン[19]。